# Maison Saint-Louis
 (mai 2016).
La Maison Saint-Louis a été fondée à Strasbourg en 1687, à la suite de la reconquête catholique suivant la capitulation de Strasbourg. Elle se tenait dans l'église Saint-Louis de Strasbourg (quartier de la Petite France) construite pour accueillir les religieux. Les Pères logeaient dans une maison religieuse située à l'emplacement du presbytère actuel. 

## Historique
Elle était tenue par les chanoines réguliers de la Congrégation de Notre-Sauveur, était destinée aux Français de la ville, et comprenait une petite école ainsi qu'une active confrérie. Les religieux, qui prêchaient en langue française, n'ont connu qu'un succès limité dans leur pastorale. 
Les chanoines en furent évincés à la Révolution. Les bâtiments contemporains (église et presbytère) ont été intégralement reconstruits au XIXe siècle.